# Joaquín Ibarrola
Joaquín de Ibarrola y Casado (Ciudad Real, 1828-Ciudad Real, 1887) fue un político progresista español.

## Biografía
Nació el 15 de agosto de 1828 en Ciudad Real. Fue secretario de la Diputación Provincial de Ciudad Real, además de obtener escaño de diputado a Cortes por Daimiel en 1871. Progresista y abogado de profesión, fue en dos ocasiones gobernador de Ciudad Real. Falleció el 10 de julio de 1887 en Ciudad Real.